# Авілов Михайло Олександрович
Михайло Олександрович Авілов (рос. Михаил Александрович Авилов)  (1907—1974) — російський радянський поет. Народився 21 листопада 1907 року в станиці Цимлянской на Дону. Помер у червні 1974 року.

## Життя і творчість
М. А. Авілов — поет нелегкої долі. Любов до поезії проявилася у нього ще в той час, коли він навчався в трудовій школі: любив читати вірші, вивчав їх напам'ять. Перший його вірш з'явилося в шкільній газеті.
Михайло Олександрович Авілов вірші писав завжди, коли працював вантажником в Новочеркаську, помічником врубмашиниста на Луганщині, коли по закінченні Новочеркаського зооветеринарного інституту в 1931 році став сільським ветлікарем, коли був у полоні.
У передмові до своєї книги віршів «Безсмертник» М. Авілов так пише про свою нелегку долю:
|  | Влітку 1941 року був призваний у діючу армію. Наша частина потрапила в оточення. Полон. Бухенвальд. Ордуф. Гравинкель. Берген-Бельцен... Я бачив нелюдські страждання військовополонених у фашистських концтаборах, сам випробував їх і не міг про це мовчати. Писати вірші, зрозуміло, було ніде і ні на чому. Я зберігав їх у пам'яті, читав близьким друзям. Багато, звичайно, забув. У лютому 1945 року мене, як втратив здатність працювати, фашисти направили в Берген-Бельцен для знищення. Але гітлерівські кати не встигали спалювати навіть трупи померлих від голоду, хвороб, тортур. Це врятувало небагатьох смертників, що залишилися в живих, і мене в тому числі. День звільнення – 15 квітня 1945 року – я запам'ятав на все життя. Радянський госпіталь. Перше, що я зробив у той час, - це записав на обгортковому папері свої вірші. Повернувшись на Батьківщину, відчув, що без віршів не проживу. Повірив: вони потрібні людям. |

Віра в людину радянської закалки, здатного винести пекельні муки і встояти, люблячого життя і ненавидить фашизм, — така головна тема творчості поета Михайла Авілова. Вона розвивається у збірнику «Безсмертник», що вийшов в Ростовському видавництві в 1961 році. Цикл віршів «За колючим дротом» — свідоцтво безстрашності радянського людини, її мужності, відданості Батьківщині. Вона звучить і в другому збірнику «З ім'ям людини» (Ростиздат, 1963), у якому входять поеми «Дон-Кіхот» і «Казка про богатирів і царівні».
Сильним, мужнім людям присвятив М. Авілов і поему «Колір часу» — про комсомольської молоді 20-х років, самовіддано яка трудилася на полях Придоння під кулями куркульських обрізів.
Останній твір М. А. Авілова — поема «Попіл» (Ростиздат, 1970) — також про непохитну духовної сили радянської людини, про гордих борців, сильних високої громадянської і моральної ідеєю, що борються проти фашизму.

## Твору
- Авілов, М. А. Безсмертник: Вірші. — Ростов н/Д: Кн. вид-во, 1961. — 56 с., портр.
- Цикли: За колючим дротом; Після грози.
- Авілов, М. А. З ім'ям людини: Поеми. — Ростов н/Д: Кн. вид-во, 1963. — 27 с.
- Вміст.: Дон-Кіхот; Казка про богатирів і царівні.
- Авілов, М. А. Попіл: Поема. — Ростов н/Д: Кн. вид-во, 1967. — 22 с., портр.
- «'То ж»' — Ростов н/Д: Кн. вид-во, 1970. — 48 с., іл.
- Авілов, М. А. Колір пам'яті: Вірші та поеми — Ростов н/Д: Кн. вид-во, 1977. — 79 с., іл. 1 л. портр.
- Цикли: Безсмертник; Розмова з сучасником; Після грози; З останніх віршів; Поеми: Попіл; Колір часу; Незакінчена поема.
- Авілов, М. А. Безсмертник: Вірші та поеми — Ростов н/Д: Кн. вид-во, 1982. — 63 с.
- Вміст.: Вірші; Колір: Поема; Попіл: З поеми.

## Публікації в колективних збірках і журналах (вірші)
З останніх зошитів: «Стою біля моря на обриві…»; «Романтики, побратими Робінзона…»; «Але після нас живуть потрібно знати…»; «Порожня сварка…» //Дон. 1977 — № 12 — С. 107—109.
У ніч на 10 травня 1945 року; Радянським солдатам; «Я йшов смоленськими полями…»; «Я бачу в степу і далеке стадо…» — В кн.: Від Дону до Перемоги. Ростов н/Д, 1985, с. 5-7.

## Про життя і творчість М.А.Авілова
- Долинський Д. Маленькі відкриття // Комсомолець. — 1959. — 30 грудня
- Анісімов Л. Заявка на зрілість // Молот. — 1960 — 8 червня
- Котовсков Ст. Дорогий мужності // Молот. — 1965 — 18 лютого
- Котовсков Ст. Поет мужнього серця // Молот. — 1967 — 21 листопада
- Єфремов Ст. «Прагнення до справедливості при будь-яких обставин…» // Комсомолець. — 1974 — 14 вересня
- Бугаєнко Н. Вірші про мужність // Веч. Ростов. — 1983. — 12 березня
- Гегузин В. Поет мужності: [про зб. «Колір пам'яті» М. Авілова] // Літ. Росія. — 1977. — 25 лютого. — 20 С.
- Долинський Д. Про поемі «Попіл» М. Авілова // Дон. — 1971. — № 12. — С. 177
- Єфремов Ст. Про збірку «Колір пам'яті» М. Авілова // Літ. огляд. — 1977. — № 10. — С. 40-41
- Моложавенко Ст. Пролог: [про поета М. Авилове] // У кн. В. С. Моложавенко Багаття пам'яті. — Ростов н/Д: Кн. вид-во, 1985. — С. 9
- Моложавенко Ст. За нами — Москва: [про М. Авилове] // У кн. В. С. Моложавенко Багаття пам'яті. — Ростов н/Д: Кн. вид-во, 1985. — С. 163—165
- Рогачов А. Про збірку «Колір пам'яті» М. Авілова // Дон. — 1977. — № 6. — 180 С.
- Русиневич К. Торжество життя: [про зб. «Безсмертник» і поемі «Попіл» М. Авілова] // Молот. — 1971. — 20 червня
- Скребов Н. «Створити, відкрити і підкорити» // Дон. — 1974. — № 11. — С. 67-68
- Скребов Н. Звів він пісню звання солдата // Молот. — 1977. — 22 листопада
- Чекалін С. Мужність: [про зб. «Безсмертник» М. Авілова] // Комсомолець. — 1984. — 14 лютого